# Terminologie des îles Britanniques
- Les îles Britanniques.

Les îles Britanniques.

La terminologie des îles Britanniques se réfère aux divers termes utilisés pour décrire les différentes zones géographiques et politiques (et parfois superposées) de la Grande-Bretagne, de l'Irlande et des îles plus petites qui les entourent. La terminologie est souvent une source de confusion, en partie à cause de la similitude entre certains des mots utilisés, mais aussi parce qu'ils sont souvent utilisés de façon large. En outre, beaucoup de ces mots portent des connotations géographiques et politiques qui sont affectées par l'histoire des îles.

## Usage

Un diagramme de Venn synthétisant la terminologie britannique des îles britanniques (cette terminologie n'est pas reconnue par l'Irlande).

### Géographique
Les îles Britanniques sont un groupe d'îles dans l'océan Atlantique au large des côtes de l'Europe continentale. Elle comprend l'Irlande, la Grande-Bretagne, l'île de Man, les Shetland, les Orcades et des milliers d'îles plus petites. Dans la terminologie britannique traditionnelle, les îles Anglo-Normandes sont incluses dans cette notion, mais ces îles spécifiques font partie du Massif armoricain et sont géographiquement plus proches de l'Europe continentale, puisqu'elles se trouvent au large des côtes françaises de Normandie.

### Politique
Le Royaume-Uni de Grande-Bretagne et d'Irlande du Nord, couramment appelé Royaume-Uni, est la monarchie constitutionnelle qui occupe l'île de Grande-Bretagne, les petites îles voisines (mais pas l'île de Man ou les îles Anglo-Normandes) et la partie nord-est de l'île d'Irlande. Habituellement, il est raccourci en Royaume-Uni, bien que Grande-Bretagne est également une forme courte officiellement reconnue.
« Grande-Bretagne » est parfois utilisé comme une forme abrégée, et c'est aussi le nom utilisé par le Royaume-Uni dans certaines organisations internationales. L'abréviation « GB » est fréquemment utilisée pour désigner le Royaume-Uni dans des accords internationaux, par exemple pour la distribution du courrier postal (Union postale universelle) et la circulation routière (Convention de Vienne sur la circulation routière).
L'Irlande est la république souveraine occupant la plus grande partie de l'île d'Irlande. Toutefois, pour distinguer l'État de l'île, ou la distinguer de l'Irlande du Nord, il est courant de l'appeler aussi la république d'Irlande. Parfois, le nom en irlandais « Éire » est aussi utilisé.
L'Angleterre, l'Écosse, le Pays de Galles et l'Irlande du Nord sont les quatre nations constitutives du Royaume-Uni.

### Linguistique
Les deux États souverains de la région, le Royaume-Uni et l'Irlande, sont fréquemment appelés pays. L'Angleterre, le Pays de Galles, l'Ecosse et, dans une moindre mesure, l'Irlande du Nord (comme toute l'île d'Irlande) sont également présents.
Le terme « britannique » est un adjectif de ce qui appartient au Royaume-Uni. Par exemple, un citoyen du Royaume-Uni est appelé un citoyen britannique. Le terme « anglo » est souvent utilisé comme préfixe adjectif se référant au Royaume-Uni (même si son sens original désigne l'Angleterre), en particulier dans le domaine des relations diplomatiques. Il peut également se référer de manière plus générale aux îles Britanniques,à la langue anglaise, aux peuples anglophones et peut avoir une variété d'autres nuances de signification.
L'Irlande du Nord est souvent appelée une province ou appelée Ulster, d'après la province irlandaise traditionnelle de l'Ulster dans lequel elle est située.

### Sport
Les formes de représentation nationale varient d'un sport à l'autre. L'Angleterre, l'Écosse et le Pays de Galles rivalisent souvent séparément en tant que nations. Dans certains sports comme le rugby et le cricket, l'île d'Irlande rivalise en tant que nation. Dans d'autres, notamment le football, l'Irlande du Nord et la république d'Irlande sont dissociées.
Les joueurs de rugby de l'Irlande et de la Grande-Bretagne jouent pour l'équipe des Lions britanniques et irlandais de rugby à XV.
La Grande-Bretagne est parfois utilisée pour désigner le Royaume-Uni. Par exemple, aux Jeux olympiques, l'équipe appelée « Grande-Bretagne » représente à la fois la Grande-Bretagne et l'Irlande du Nord. Toutefois, les athlètes d'Irlande du Nord ont, en vertu de leur droit à la double nationalité, le choix de participer à l'équipe de Grande-Bretagne ou à l'équipe de la république d'Irlande.
Dans la plupart des sports individuels (par exemple le tennis et l'athlétisme), au niveau international, les concurrents sont identifiés comme « GB » s'ils viennent de Grande-Bretagne ou d'Irlande du Nord. Un petit nombre de sports (par exemple le golf, les fléchettes, le snooker) identifient les participants comme représentant leur pays.
Dans les Jeux du Commonwealth, l'Angleterre, l'Irlande du Nord, l'Écosse et le Pays de Galles comptent chacun en tant que nations distinctes, comme chacune des trois dépendances de la Couronne (l'Irlande ne fait pas partie du Commonwealth et n'est donc pas éligible).